# Olonne-sur-Mer
Olonne-sur-Mer là một xã thuộc tỉnh Vendée trong vùng Pays de la Loire miền tây nước Pháp.